# Кронжково (Куявсько-Поморське воєводство)
Кронжково (пол. Krążkowo) — село в Польщі, у гміні Злотники-Куявські Іновроцлавського повіту Куявсько-Поморського воєводства.
Населення — 104 особи (2011).
У 1975-1998 роках село належало до Бидгощського воєводства.

## Демографія
Демографічна структура станом на 31 березня 2011 року:
|          | Загалом | Допрацездатний вік | Працездатний вік | Постпрацездатний вік |
| -------- | ------- | ------------------ | ---------------- | -------------------- |
| Чоловіки | 51      | 8                  | 40               | 3                    |
| Жінки    | 53      | 13                 | 32               | 8                    |
| Разом    | 104     | 21                 | 72               | 11                   |